# Cercopithecus pogonias
El cercopiteco coronado de Grey (Cercopithecus pogonias) es una especie de primate catarrino perteneciente a la familia Cercopithecidae. Se encuentra en Angola, Camerún, República Centroafricana, República del Congo, República Democrática del Congo, Guinea Ecuatorial, Gabón y Nigeria.
De longitud en la cabeza y el cuerpo logra de 44 a 54 cm. La cola mide de 73 a 81 cm. El peso de los machos es de unos 4.3 kg. Las hembras pesan unos 2.9 kg.
La alimentación consiste de frutas, hojas, retoños, semillas, flores e invertebrados. Se mantiene en grupos que cuentan de 5 a 19 individuos. Habita en las selvas húmedas de vegetación primaria. Cada grupo emplea un área de acción de 55 a 100 hectáreas.

## Subespecies
- Cercopithecus pogonias ssp. denti
- Cercopithecus pogonias ssp. elegans
- Cercopithecus pogonias ssp. grayi
- Cercopithecus pogonias ssp. nigripes
- Cercopithecus pogonias ssp. pogonias
- Cercopithecus pogonias ssp. wolfi